# Alvise Pérez
Luis Pérez Fernández (Sevilla, 26 de febrero de 1990), más conocido como Alvise Pérez, es un politico español, líder de la agrupación de electores Se Acabó La Fiesta, formación que obtuvo tres diputados en las elecciones europeas de 2024. Su actividad se centra mayormente en la difusión de contenidos a través de Internet, concretamente por Telegram y X (Twitter), los cuales a menudo son considerados como bulos. Esto llevó a la suspensión permanente de su actividad en X.
Ha ejercido como asesor parlamentario y jefe de gabinete en el Parlamento Valenciano para el partido Ciudadanos.
Se presentó a las elecciones al Parlamento Europeo de 2024 en España como cabeza de lista de la agrupación de electores «Se Acabó la Fiesta», no ocultando, según él, que su primera intención es así conseguir para sí el aforamiento de los parlamentarios ante el Tribunal Supremo y dificultar al menos dos causas penales que tiene pendientes. La candidatura obtuvo algo más de 800 000 votos y tres eurodiputados. Sin embargo los otros dos eurodiputados se declararon independiente tras comunicar el 6 de mayo de 2025 que "las investigaciones judiciales abiertas contra el señor Pérez por presuntos delitos que incluyen corrupción, estafa, blanqueo de capitales y falsedad documental, y su confesión pública sobre la recepción de dinero en efectivo, nos obligan a marcar una frontera ética y política clara: ni compartimos sus métodos ni participamos de su entorno".

## Biografía
Luis Pérez Fernández nació en Sevilla el 26 de febrero de 1990 y es el menor de cuatro hermanos, uno de ellos guardia civil. El pseudónimo "Alvise", que es una variante de Luis en italiano, viene según él de un texto del filósofo Agostino Nifo, pero no se sabe cuál.
Dejó el instituto con 16 años porque «la educación pública en Andalucía era para imbéciles» y su curriculum vitae no aparece publicado en la web del Parlamento Europeo.
Se afilió a la extinta Unión, Progreso y Democracia (UPyD) en 2011, al considerar que era «el único partido a nivel nacional capaz de romper el bipartidismo». En la agrupación territorial de UPyD en Andalucía colaboró como voluntario en el área de Hacienda y Administración Pública. A los 22 años se trasladó a Leeds, donde trabajó en el departamento de comunicación del Instituto Cervantes y se convirtió en delegado internacional de Liberal Youth, la organización juvenil de los Liberal Demócratas. A pesar de su residencia y desempeño profesional en Inglaterra, mantuvo su afiliación a UPyD hasta la primera mitad de 2016, poco después de la partida de Rosa Díez.

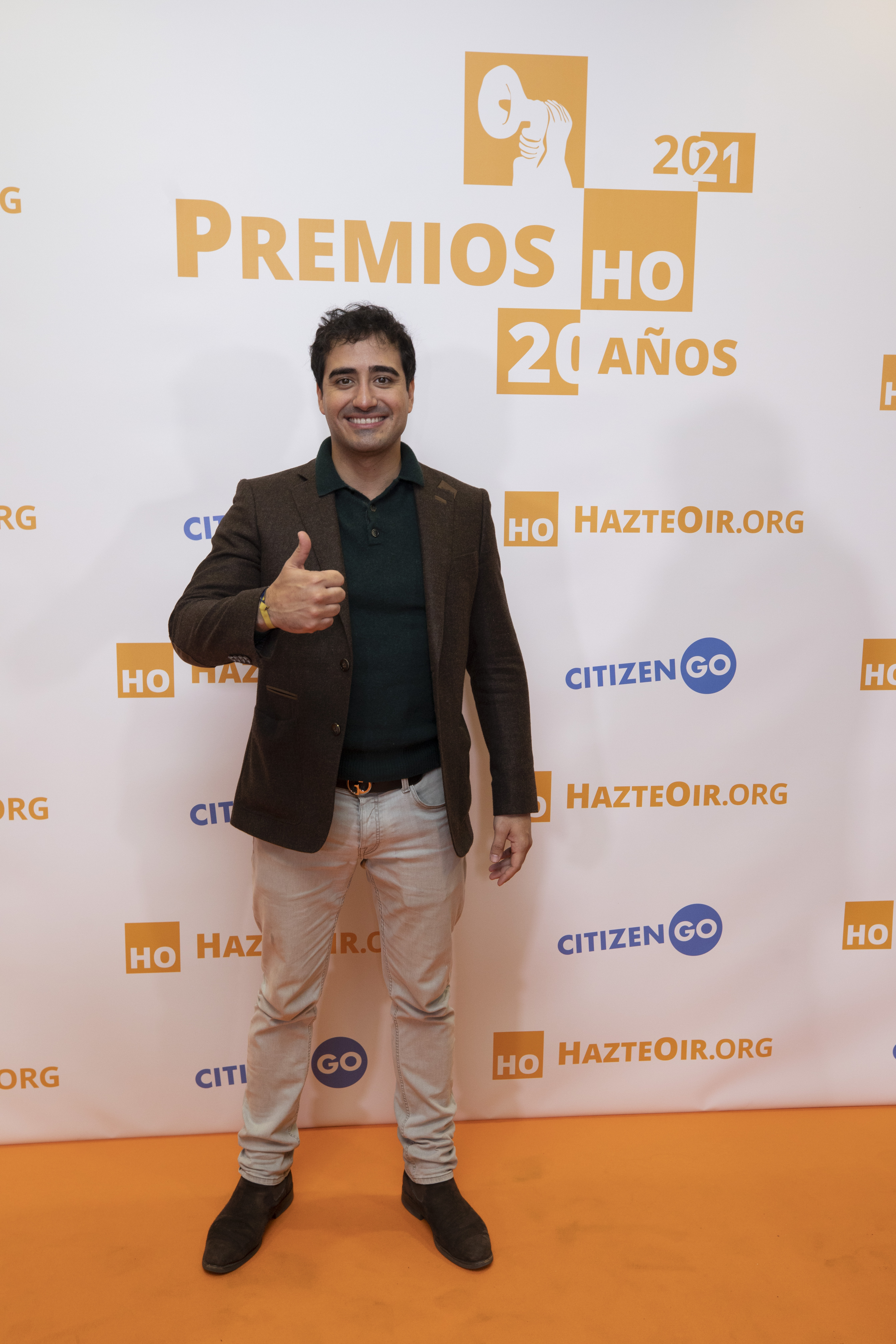
En los Premios Hazte Oír 2021

A finales de 2017 se afilió a Ciudadanos (Cs), quienes contactaron con él para ser jefe de gabinete de este grupo parlamentario en las Cortes Valencianas, en aquel momento liderado por Toni Cantó. Se mudó a Valencia y ocupó este puesto hasta la derrota electoral de Cs en diciembre de 2019, cuando comenzó a trabajar de manera independiente.
En 2021 se reunió en Colombia con el gabinete del expresidente Álvaro Uribe gracias a la mediación de Juanjo Ospina, profesor y abogado, cuya familia esta vinculada con el Cartel de Medellín. Ese mismo año recibió un premio a la Libertad de HazteOir.org, organización vinculada a la secta paramilitar y ultracatólica El Yunque.
En mayo de 2023 convocó junto a HazteOir.org unas campañas de acoso a mujeres que querían abortar en una clínica en la ciudad de Madrid.
En 2024, anunció que concurriría a las elecciones al Parlamento Europeo de 2024, con un partido político que tuviera como base la anticorrupción y que también le blindara por su condición de eurodiputado. Tras argumentar «trabas burocráticas», anunció que el partido con nombre Alvise no se pudo constituir a tiempo, por lo que se presenta como agrupación de electores, bajo el nombre de Se Acabó la Fiesta.
En julio de 2024, fecha en la que aún no había sorteado el primer sueldo de eurodiputado como prometió hacer con todos (unos 10 000 euros al mes). anunció que dimitiría como eurodiputado para presentarse a la presidencia del gobierno.
En diciembre de 2024 Nora Junco y Diego Solier, los otros dos eurodiputados de Se Acabó la Fiesta, fueron aceptados por Grupo de los Conservadores y Reformistas Europeos como miembros individuales, pero él no fue admitido por sus problemas con la justicia y finalmente se convirtieron en independientes debido a dichos problemas.

## Controversias
Es conocido por su actividad en las redes sociales como Twitter/X o Telegram, por la cual no ha estado exento de críticas.

### Juicio contra Manuela Carmena
El 31 de marzo de 2020, en el contexto de la pandemia de COVID-19, Alvise Pérez informó en Twitter de que la exalcaldesa de Madrid, Manuela Carmena (Ahora Madrid) «recibió en su casa un respirador personal de la empresa VitalAire para evitar acudir a un Hospital Público y hacer cola como el resto de españoles», a lo que ese mismo día, la exalcaldesa negó los hechos, calificándolos de calumnia. En julio de ese año, Manuela Carmena presentó una demanda contra Alvise Pérez. El 8 de marzo de 2023, el Juzgado de Primera Instancia n.º 59 de Madrid condenó a Alvise Pérez a borrar el tuit y pagar 5000 euros a Manuela Carmena. Condena que fue confirmada en enero de 2025 por la Audiencia Provincial de Madrid tras presentar Alvise un recurso.

### Campaña «Gobierno Dimisión»
Facua presentó tres denuncias contra Alvise Pérez por su campaña «Gobierno Dimisión», en la que se dedicó a la venta en línea de banderas nacionales y carteles con una fotografía del presidente del gobierno Pedro Sánchez, que dejó al descubierto nombres, correos electrónicos y números de cuentas bancarias de usuarios y como datos de los productos comprados y su importe. Además, usaron para ella una obra de Carlos Spottorno que el mismo autor denunció a través de redes sociales. Tras destaparse las irregularidades, Alvise Pérez, única persona vinculada a la tienda en línea, borró los tuits relativos a ella. Fue sancionado con un apercibimiento por haber vulnerado los artículos 13, 32 y 5.1.f) del Reglamento General de Protección de Datos.

### Juicios contra Ana Pastor
Entre el 11 y el 18 de abril de 2020, publicó en Twitter varias informaciones que comprometían a la empresa Newtral y a su propietaria, la periodista española Ana Pastor García, ya que anunciaba presuntos nexos entre el medio de verificación de hechos y el PSOE.
La periodista demandó a Alvise por intromisión ilegítima del derecho al honor y perjudicar la imagen de su empresa, solicitando al juez una indemnización de 50 000 euros y la retirada de los comentarios sometidos a litigio emitidos por Alvise. No pudo ser demandado por falsedad documental ya que, según el juez, todas las informaciones eran correctas. El Juzgado de Primera desestimó la demanda y la demandante apeló la sentencia. Nuevamente, las peticiones de la demandante fueron desestimadas, obligándola al pago de las costas del recurso de apelación.
En un segundo juicio en junio de 2024, el Tribunal Supremo le condenó en firme a pagar 7 000 euros a Pastor por vulnerar su derecho a la propia imagen.

### Juicio contra Óscar Puente
El 4 de octubre de 2020, publicó en Twitter una fotografía en la que se veía a Óscar Puente (PSOE), por aquel entonces alcalde de Valladolid, y más tarde ministro de Transportes, en un restaurante de la ciudad y lo criticó por estar, al mismo tiempo, pidiendo a los ciudadanos permanecer en sus casas, en el contexto de la pandemia de COVID-19. En un tuit posterior, además, pidió su dimisión. En los siguientes meses y hasta el verano de 2021, los tuits de Alvise contra el alcalde continuaron, publicando información confidencial sobre el político. A saber, un contrato público de 200 000 euros con Zaiglobal S.L., entidad que luego pagó un yate durante las vacaciones de Óscar Puente en Baleares, la foto de un coche Renault Zoe propiedad del Ayuntamiento de Valladolid y que el exalcalde usaba con fines personales, así como la foto del exalcalde en otro coche, un Mercedes Clase G, valorado en 173 000 euros. El todoterreno de lujo estaba a nombre del grupo empresarial Recoletas, cuyo gerente era el secretario particular de Óscar Puente. El 1 de septiembre de 2021, la abogacía del Ayuntamiento de Valladolid presentó una denuncia contra Alvise por acoso e injurias. Las cuatro querellas que interpuso Puente no llegaron a más, al ser desestimadas, pues la Audiencia consideró que los cargos públicos están «obligados a soportar un cierto riesgo de que sus derechos subjetivos de la personalidad resulten afectados por opiniones críticas».

### Juicio contra José Luis Ábalos
En enero de 2021, difundió a través de su cuenta de Twitter dos fotos del ministro de Transportes José Luis Ábalos en la que se le ve a él solo en la terraza de su casa junto a una jaula de pájaros junto al texto «¿Qué opinarías de la salud mental de un Ministro que se pasa toda la tarde mirando fijamente a un par de pájaros enjaulados?». Aunque el tuit fue borrado poco después, el ministro socialista demandó a Alvise. El 11 de noviembre de 2022, el Juzgado de Primera Instancia de Madrid lo condenó al pago de una indemnización de 60 000 euros por intromisión ilegítima del derecho al honor, ya que, según la magistrada, esas fotos no tenían ningún interés ni relevancia pública y fueron tomadas dentro del ámbito privado del político, siendo totalmente ajenas a su función pública.
El 22 de septiembre de 2023, en un auto, la Audiencia Provincial de Madrid anuló la sentencia al considerar que el juzgado de primera instancia había cometido errores a la hora de notificar al demandado, de manera que el juicio se celebró de nuevo. Una vez celebrado en marzo de 2025 se ratificó la condena por lo que se vio obligado a pagar los 60 000 euros.

### Juicio contra Salvador Illa
El 11 de febrero de 2021, tres días antes de las elecciones al Parlamento de Cataluña, publicó en Twitter una imagen de un resultado positivo de una prueba PCR a nombre de Salvador Illa, candidato socialista. Al día siguiente, el Partido Socialista de Cataluña (PSC) lo denunció ante la fiscalía. La prueba supuestamente se habría hecho en un hospital de QuirónSalud, pero el grupo hospitalario anunció que el análisis adjunto al tuit estaba manipulado y era falso, pues el número de laboratorio que figura en la imagen no existía. Cuando fue citado ante el juez, Alvise admitió «no haber consultado la veracidad» de esta PCR. En noviembre de 2023, Alvise presentó un recurso de reforma contra el juez del Juzgado n.º 33 de Barcelona por el retraso de dos años.
Finalmente el Tribunal Supremo abrió una causa por presuntos delitos de falsedad en documento privado e injurias.

### Juicio contra Ainhoa Sánchez
El 19 de noviembre de 2023, difundió a través de su canal de Telegram una imagen de Ainhoa Sánchez, hija del presidente del gobierno Pedro Sánchez, acompañada del texto «Estudia en un centro privado en Inglaterra, y la traen un par de veces al mes en un vuelo privado pagado por todos los españoles. Socialistas pero van a centros extranjeros de 40 000 euros al año, viajes de avión incluidos, mientras a nosotros nos los quieren prohibir. La hija no tiene culpa de la hipocresía de su padre el tirano, pero es la prueba de ello, y España debe saberlo». La imagen fue borrada al poco tiempo y republicada, esta vez con el rostro tapado con un emoji. Ainhoa Sánchez, con la mayoría de edad recién cumplida, demandó a Alvise Pérez en el Juzgado de Primera Instancia n.º 97 de Madrid. Ante esto, Alvise denunció que quien realmente le estaba demandando era el presidente Pedro Sánchez a través de su hija.

### Protestas en Ferraz
Coincidiendo con los primeros días de las protestas frente a la sede central del PSOE por la Ley de Amnistía, intentó capitalizarlas mediante un canal de Telegram que llegó a contar con 300 000 suscriptores aproximadamente. Con el descenso de participantes tanto en las manifestaciones como en el canal, éste terminó supuestamente habría servido a sus usuarios como medio para la compra y venta de droga a domicilio.
En enero de 2025 la Fiscalía del Tribunal Supremo pidió su imputación por los desórdenes públicos que ocasionó frente a la sede del PSOE y por los mensajes difundidos en el canal de Telegram  porque "incitaron públicamente a cometer desórdenes públicos, a llevar a cabo acciones que pudieran ser calificadas de atentado y resistencia contra las Fuerzas y Cuerpos de Seguridad en el ejercicio de sus funciones e incluso a elaborar y emplear sustancias que podrían ocasionar un gran perjuicio contra la salud de las personas". Finalmente no se abrió la causa considerando que de la exposición razonada enviada por el Juzgado de Instrucción nº 13 de Madrid "no resultan elementos necesarios y suficientes para determinar la instrucción de una causa penal por los hechos relacionados en la misma".

### Protestas agrícolas
En febrero, en el desarrollo de las protestas agrícolas, encabezó junto a Lola Guzmán, autoproclamada líder de la Plataforma 6F, un acto realizado en el Civitas Metropolitano que reunió a medio millar de personas y cuyo fin último era el corte ilícito de la M-40. En el intento de bloquearla hubo cargas policiales en las que el propio Alvise Pérez fue golpeado y Lola Guzmán gritó que pocas fuerzas de seguridad del Estado fueron asesinadas por la banda terrorista ETA. Este acto llevó a la policía a denunciar los actos ante la Fiscalía.

### Caso Rubiales
Tras estallar el Caso Rubiales, y después de una entrevista que realizó Alvise al expresidente de la RFEF, distintas futbolistas de la Selección denunciaron a Alvise por un presunto hackeo de sus terminales móviles. Tras investigar la denuncia, las autoridades judiciales decidieron archivar el caso al no encontrar pruebas concluyentes. El uso de videos editados de la futbolista llevó al bloqueo de su cuenta en X, aunque no constituyó un delito según la legislación vigente.

### Denuncias a Vox
En junio de 2024, Alvise denunció que supuestamente Santiago Abascal y toda la cúpula de Vox habrían cobrado un sobresueldo de 54 000 euros por cabeza y que Abascal tendría un sueldo vitalicio de la Fundación Disenso a la cual se habrían desviado 11,4 millones de euros. Esto último ya había sido denunciado por Macarena Olona años atrás.

### Multa de la Agencia Española de Protección de Datos
La Agencia Española de Protección de Datos lo multó con 5.000 euros por difundir en su canal de Telegram dos fotografías de una hija del ministro de Transportes Óscar Puente cuestionando la verdadera relación que existía entre ambos. Tras la multa la propia hija de Óscar Puente interpuso una demanda judicial contra Pérez por intromisión ilegítima en su derecho a la propia imagen.

### Sanción del Parlamento Europeo
El Parlamento Europeo, tras la evaluación del Comité Consultivo, sancionó supendiendole dos días las dietas a Luis Pérez por ocultar en su declaración de bienes sus ingresos tras tomar posesión como eurodiputado.

### Cobro ilícito de100 000 €
En septiembre de 2024 Alvise reconoció que cobró en efectivo y sin factura 100 000 € del fondo de inversión Madeira Invest Club, al que había prometido hacer lobby para favorecer sus negocios. Alvise, después de cobrar sus 100 000 €, participó el 6 de abril de 2024 en un evento organizado por dicho fondo, investigado de la Fiscalía del Tribunal Supremo por presunta financiación ilegal, en el Hipódromo de La Zarzuela, acto que luego presentó como un mitin de precampaña para las elecciones europeas.
Tras la investigación de la Fiscalía, ésta pidió la imputación por financiación ilegal y delito electoral del "faker"(sic) y  el Tribunal Supremo abrió una causa al apreciar indicios de presuntos delitos de financiación ilegal de partidos políticos, estafa, apropiación indebida, blanqueo de capitales y falsedad documental.

### Visita a colegios de Andalucía
El 9 de abril de 2025, Alvise impartió una charla sobre 'cómo generar impacto' a alumnos de ESO y Bachillerato del colegio concertado Buen Pastor de Sevilla.  Adelante Andalucía denunció este hecho exigiendo explicaciones a la Consejería de Educación de la Junta de Andalucía. 

### Juicio contra Jorge Campos
En julio de 2024 Jorge Campos Asensi, diputado de Vox, presentó una querella criminal contra Alvise por un posible delito de delitos de odio, contra la integridad moral y revelación de secretos por publicar fotos de la vida privada suya. Se rechazaron las de delito de odio y la integridad moral, pero sí se apreciaron indicios de una infracción de revelación de secretos. A finales de abril de 2025 la causa fue enviada al Tribunal Supremo.

### Juicios contra Santiago Abascal y Vox
En marzo de 2025, el presidente de Vox, Santiago Abascal, se querelló contra Alvise por presuntos delitos de calumnias contra la formación política y él mismo. La querella fue archivada por el Supremo al entender que las manifestaciones de Alvise expresaban sospechas, no imputaciones, explicando que carecían de entidad para integrar el delito de calumnias porque no tenía la precisión necesaria en la atribución de una concreta conducta subsumible en una tipicidad penal de delitos de corrupción o de financiación de partidos políticos.
En febrero de 2025, Alvise Pérez afirmó en su canal de Telegram que Abascal "estudiaba apercibir a Ortega Smith por criticar públicamente la línea oficial de Vox en el conflicto de Ucrania-Rusia" y que éste se sentía traicionado y engañado. Abascal, tras afirmar que ambas declaraciones eran falsas y acusar a Pérez de tergiversar la realidad y sustituirla por unas afirmaciones inventadas denunció a Alvise. El 7 de mayo, el presidente de Vox, Santiago Abascal, y Alvise fueron citados por el Tribunal de primera instancia.

### Denuncia y abandono de SALF por los eurodiputados
Alvise acusó a Nora Junco y Diego Solier de haber sido chantajeados por parte de lobbies y llegandolos a amenazar tanto pública como privadamente. Ante dichas amenazas y acusaciones acabaron abandonando la agrupación y denunciando a Alvise. En el comunicado previamente a su abandono afirmaron que "Las investigaciones judiciales abiertas contra el señor Pérez por presuntos delitos que incluyen corrupción, estafa, blanqueo de capitales y falsedad documental, y su confesión pública sobre la recepción de dinero en efectivo, nos obligan a marcar una frontera ética y política clara: ni compartimos sus métodos ni participamos de su entorno".